# Mikuni World Stadium Kitakyushu
O Mikuni World Stadium Kitakyushu é um estádio localizado em Kitakyushu, no Japão, possui capacidade total para 15.300 pessoas, é a casa do time de futebol Giravanz Kitakyushu, foi inaugurado em 2017.